# Саобраћај у Кини
Народна Република Кина је највећа земља у Азији. Од почетка 1980-их година започет је брз и нагли развој на свим пољима, а поље саобраћаја је једно од најважнијих у даљој обнови земље због великих раздаљина као битних чинилаца будућег развоја.
Кина има развијен друмски, железнички, ваздушни и водни саобраћај. Саобраћани чворови су и Шангај, Пекинг, Гуангџоу, Вухан, Чангчун...

## Железнички саобраћај
У Кини се налазе највиша железничка пруга - Ћингзан, и најбржи воз на свету - Воз велике брзине Вухан-Гуангџоу.